# Olešnice v Orlických horách
Olešnice v Orlických horách (německy Gießhübel) je obec, která se nachází v okrese Rychnov nad Kněžnou v Královéhradeckém kraji. Žije zde 396 obyvatel. Nejvyšším vrcholem území je Vrchmezí (1 084 m n. m.).

## Charakteristika obce
Ve 132 domech trvale bydlí 472 obyvatel, dalších 205 domů slouží k individuální rekreaci. Návštěvníci obce si mohou zajistit ubytování v několika penzionech nebo rekreačních zařízeních. O kulturu a sport se stará převážně TJ Start, sbor dobrovolných hasičů, základní škola a Automotoklub s tradičními akcemi mistrovství ČR v motoskijöringu a Majáles. Nově se do kultury i jiných oblastí zapojuje Sdružení pro Olešnici v Orlických horách.
Olešnice v Orlických horách se nachází v chráněné krajinné oblasti Orlické hory a je svou polohou a nadmořskou výškou vhodná pro pěší turistiku a cykloturistiku, v zimě pak pro turistiku na běžkách a sjezdové lyžování i snowboarding v nových areálech na vysoké úrovni.

## Historie
Olešnice, poprvé připomínaná ve starém břevnovském urbáři roku 1369, má za sebou bohatou minulost. Vznikla v 11. století při obchodní soumarské stezce z východních Čech do Kladska, která však přiváděla do Olešnice nejen kupce, ale také vojska. Osadu zpočátku tvořila jen odpočívárna s noclehárnou, pak s kovárnou. Poloha osady při potoce chráněná okolními kopci byla výhodná i pro strážce hranic. Olešnice přesto zkusila hodně za husitských válek, poznamenala ji švédská vojska za třicetileté války, znovu trpěla za válek o Slezsko. Ztráta Slezska ji zbavila zámezí ve Slezsku a podvázala čilé obchodní styky se Slezskem: vždyť dřevěné výrobky z Olešnice se prodávaly na trzích ve Vratislavi, stejně jako v Praze, kde nacházelo odbyt i železo vyrobené v olešnickém hamru. Za napoleonských válek poznali v Olešnici prostřednictvím francouzských vojáků ideje francouzské revoluce, poznali však také díky průchodům ruských vojsk i vědomí slovanské sounáležitosti.
Nejstarší písemnou památkou o Olešnici je zápis z 11. června 1354, který je uložen v archivu Pražského hradu v první knize konfirmační. Na městečko byla Olešnice povýšena roku 1607 císařem Rudolfem II. s udělením obecního znaku. Málo úrodná půda však poskytovala jen nepatrnou sklizeň brambor a ovoce, proto se obyvatelé živili především řemeslnou výrobou. V letech 1869 až 1945 byl v obci pivovar.
Městečko od začátku 20. století trpí úbytkem obyvatel. Zatímco v roce 1910 jich zde žilo 2041, o 11 let později jejich počet  nedosahoval ani 1600. V letech 1938 až 1945 bylo území obce v důsledku uzavření Mnichovské dohody přičleněno k nacistickému Německu. Po vysídlení Němců z Československa počet obyvatel najednou klesl na necelých 600 (dle sčítání 1950 jich zde žilo 597) a stejně jako ve většině Sudet i zde dochází k dalšímu úbytku obyvatel. 
Nové možnosti znamenal pro Olešnici cestovní ruch. Olešnice se stala střediskem vyhledávaným návštěvníky Orlických hor. V roce 2019 zde zahájil činnost pivovar Agent.

## Pamětihodnosti
Kromě množství soch umístěných po celé obci jsou největšími pamětihodnostmi lovecký zámeček ze 17. století, kostel sv. Maří Magdalény a Utzův mechanický betlém. Další památkou je pranýř u školy.
V okolí obce se také nachází přírodní rezervace Hořečky a Pod Vrchmezím.